# Hugh Russell
Hugh Russell (ur. 15 grudnia 1959 w Belfaście, zm. 13 października 2023 tamże) – irlandzki bokser wagi muszej. W 1980 roku na letnich igrzyskach olimpijskich w Moskwie zdobył brązowy medal. W latach 1981–1985 stoczył 19 walk zawodowych.